# Epilohmannoides rabori
Epilohmannoides rabori är en kvalsterart som först beskrevs av Corpuz-Raros 1979.  Epilohmannoides rabori ingår i släktet Epilohmannoides och familjen Epilohmanniidae. Inga underarter finns listade i Catalogue of Life.